# Alchemilla aperta
Alchemilla aperta é uma espécie de rosácea do gênero Alchemilla, pertencente à família Rosaceae.